# Moderation
Moderation is een nummer van de Britse band Florence and the Machine uit 2019.
"Moderation" werd voor het eerst ten gehore gebracht tijdens een optreden van de band in Perth in januari 2019. In het nummer zingt de ik-figuur over haar geliefde, die de gevoelens van de ik-figuur voor hem wil temperen. Frontvrouw Florence Welch schreef het nummer in de tijd dat ze het album High as Hope opnam, maar wilde het niet op het album zetten omdat ze het niet vond passen bij het thema van de plaat. Het nummer behaalde de 43e positie in de Britse downloadlijst. In Nederland bereikte het nummer geen hitlijsten, terwijl het in Vlaanderen de 9e positie in de Ultratip 100 bereikte.